# Noyelles-sur-Mer
Noyelles-sur-Mer là một xã thuộc tỉnh Somme trong vùng Hauts-de-France miền bắc nước Pháp.

## Dân số
| 1962                                            | 1968 | 1975 | 1982 | 1990 | 1999 | 2006 |
| ----------------------------------------------- | ---- | ---- | ---- | ---- | ---- | ---- |
| 894                                             | 939  | 908  | 813  | 802  | 742  | 860  |
| Starting in 1962: Population without duplicates |      |      |      |      |      |      |